# 178. østlige længdekreds
Den 178. østlige længdekreds (eller 178 grader østlig længde) er en længdekreds, der ligger 178 grader øst for nulmeridianen. Den løber gennem Ishavet, Asien, Stillehavet, det Sydlige Ishav og Antarktis.